# あずき紅
あずき紅（あずき くれない）は日本の漫画家。
主に成人向けの漫画雑誌などで執筆していた。特にエンジェル出版が創刊した『ANGEL倶楽部』おいては、その創刊以降初期において表紙のメインイラストを担当するなど、連載作とともに創成期の同誌を代表する作家の1人であった。しかし、3作目の連載作「淫の方程式」を強引に終了させるとともに、「書き切れない」程の自らの体調・精神状態の不調を同作単行本あとがきで告白。画業継続への著しい意欲低下を示唆した。2012年以降、一切の活動を停止している。
その他代表作としては計3巻発行された同誌初の連載作『なんとなくいい感じ』などがある。

## 人物
初恋は中学で相手は転校生。

## 作品リスト
単行本は全てエンジェル出版より発行、巻数表示のないものは単巻。
- なんとなくいい感じ 全3巻
  1. ISBN 9784873060019（1998年9月）
  2. ISBN 9784873060279（1999年5月）
  3. ISBN 9784873060996（2001年5月）
- 夜の方程式 ISBN 9784873060781（2000年10月）
- 淫の方程式 ISBN 9784873061603（2003年2月）
- ミセスの告白 ISBN 9784873061818（2004年1月）
- ハート・メーカー ISBN 9784873062051（2005年1月）
- RED IMPACT あずき紅原画集&ファンブック ISBN 9784873062235（2005年9月）
- BLACK IMPACT あずき紅原画集&ファンブック ISBN 9784873062266（2005年10月）
- マーメイドのように ISBN 9784873062440（2006年8月）
- 艶熟の宴 ～時雨の宿～ ISBN 9784873063706（2011年1月）
- 艶熟女繚乱 ISBN 9784873064710（2012年12月）*成年指定なし